# Neuville-de-Poitou

Neuville-de-Poitou este o comună în departamentul Vienne, Franța. În 2009 avea o populație de 4,979 de locuitori.